# USS Mero (SS-378)
USS Mero (SS-378) là một  tàu ngầm lớp Balao được Hải quân Hoa Kỳ chế tạo trong Chiến tranh Thế giới thứ hai. Nó là chiếc tàu chiến duy nhất của Hải quân Hoa Kỳ được đặt cái tên này, theo tên một chi cá biển thuộc họ Cá mú. Hoàn tất quá trễ để có thể tham gia trong Thế Chiến II, nó ngừng hoạt động sau khi xung đột chấm dứt vào năm 1946. Con tàu được nâng cấp trong khuôn khổ Chương trình Ống hơi Hạm đội vào năm 1960 để được chuyển giao cho Thổ Nhĩ Kỳ, và tiếp tục phục vụ như là chiếc  TCG Hızırreis (S 344) cho đến năm 1977. Con tàu cuối cùng bị tháo dỡ để làm nguồn phụ tùng.

## Thiết kế và chế tạo
Thiết kế của lớp Balao được cải tiến dựa trên  tàu ngầm lớp Gato dẫn trước, là một kiểu tàu ngầm hạm đội có tốc độ trên mặt nước cao, tầm hoạt động xa và vũ khí mạnh để tháp tùng hạm đội chiến trận. Khác biệt chính so với lớp Gato là ở cấu trúc lườn chịu áp lực bên trong dày hơn, và sử dụng thép có độ đàn hồi cao (HTS: High-Tensile Steel), cho phép lặn sâu hơn đến 400 ft (120 m). Con tàu dài 311 ft 9 in (95,02 m) và có trọng lượng choán nước 1.526 tấn Anh (1.550 t) khi nổi và 2.424 tấn Anh (2.463 t) khi lặn. Chúng trang bị động cơ diesel dẫn động máy phát điện để cung cấp điện năng cho bốn động cơ điện, đạt được công suất 5.400 shp (4.000 kW) khi nổi và 2.740 shp (2.040 kW) khi lặn, cho phép đạt tốc độ tối đa 20,25 hải lý trên giờ (37,50 km/h) và 8,75 hải lý trên giờ (16,21 km/h) tương ứng. Tầm xa hoạt động là 11.000 hải lý (20.000 km) khi đi trên mặt nước ở tốc độ 10 hải lý trên giờ (19 km/h) và có thể hoạt động kéo dài đến 75 ngày.
Tương tự như lớp Gato dẫn trước, lớp Balao được trang bị mười ống phóng ngư lôi 21 in (530 mm), gồm sáu ống trước mũi và bốn ống phía phía đuôi tàu, chúng mang theo tối đa 24 quả ngư lôi. Vũ khí trên boong tàu gồm một hải pháo 4 inch/50 caliber, một khẩu pháo phòng không Bofors 40 mm nòng đơn và một khẩu đội Oerlikon 20 mm nòng đôi, kèm theo hai súng máy .50 caliber. Trên tháp chỉ huy, ngoài hai kính tiềm vọng, nó còn trang bị ăn-ten radar SD phòng không và SJ dò tìm mặt biển. Tiện nghi cho thủy thủ đoàn bao gồm điều hòa không khí, thực phẩm trữ lạnh, máy lọc nước, máy giặt và giường ngủ cho hầu hết mọi người, giúp họ chịu đựng cái nóng nhiệt đới tại Thái Bình Dương cùng những chuyến tuần tra kéo dài đến hai tháng rưỡi.
Mero được đặt lườn tại xưởng tàu của hãng Manitowoc Shipbuilding Company ở Manitowoc, Wisconsin vào ngày 22 tháng 7, 1944. Nó được hạ thủy vào ngày 17 tháng 1, 1945, được đỡ đầu bởi bà Henry G. Taylor, trở thành chiếc tàu ngầm cuối cùng được chế tạo tại Manitowoc. Nó được cho nhập biên chế cùng Hải quân Hoa Kỳ vào ngày 17 tháng 8, 1945 dưới quyền chỉ huy của Hạm trưởng, Trung tá Hải quân John H. Turner.

## Lịch sử hoạt động

### USSMero
Mero lên đường vào ngày 25 tháng 8, 1945 cho chuyến đi chạy thử máy huấn luyện tại hồ Michigan, sau đó từ ngày 6 tháng 9 đến ngày 17 tháng 11, nó di chuyển khắp vùng Ngũ Đại Hồ, viếng thăm nhiều cảng bao gồm Detroit, Cleveland và Chicago. Nó đã neo đậu bên cạnh cầu Michigan Avenue, Chicago và mở ra cho khách tham quan như một phần của lễ hội nhân ngày Hải quân. Sau đó chiếc tàu ngầm được đưa lên một ụ nổi vào ngày 9 tháng 11, và được kéo đi băng qua sông Chicago và dọc theo sông Mississippi, đi đến New Orleans, Louisiana, vào ngày 29 tháng 11. Nó khởi hành vào ngày 6 tháng 12 để đi sang vùng kênh đào Panama, nơi nó hoạt động huấn luyện trong một tháng trước khi khởi hành đi sang khu vực Thái Bình Dương vào ngày 19 tháng 1, 1946.
Đi đến Trân Châu Cảng vào ngày 5 tháng 2, Mero hoạt động tại khu vực Hawaii cho đến ngày 22 tháng 2, khi nó lên đường quay trở về vùng bờ Tây. Đi đến San Francisco, California vào ngày 1 tháng 3, nó đi vào Xưởng hải quân Mare Island vào ngày 14 tháng 3 để chuẩn bị ngừng hoạt động, rồi được cho xuất biên chế vào ngày 15 tháng 6, 1946 và được đưa về Hạm đội Dự bị Thái Bình Dương, neo đậu tại Xưởng hải quân Mare Island.

### TCGHızırreis
Được đưa ra khỏi thành phần dự bị vào đầu năm 1960, Mero được nâng cấp và trang bị ống hơi theo Chương trình Công suất đẩy dưới nước lớn hơn (GUPPY), giúp cải thiện đáng kể tốc độ lặn dưới nước và tầm xa hoạt động. Trong khuôn khổ Chương trình viện trợ quân sự, Mero được chuyển giao cho Thổ Nhĩ Kỳ vào ngày 20 tháng 4, 1960, và phục vụ cùng Hải quân Thổ Nhĩ Kỳ như là chiếc TCG Hızırreis (S 344), trở thành tàu chiến đầu tiên của Thổ Nhĩ Kỳ được đặt cái tên này, theo tên Đô đốc Ottoman Kurtoğlu Hızır Reis. Sau hành trình từ San Francisco về Istambul, Hızırreis nhập biên chế tại căn cứ hải quân Gölcük vào ngày 23 tháng 8, 1960.
Đến ngày 1 tháng 8, 1973, con tàu được chuyển quyền sở hữu cho Thổ Nhĩ Kỳ đồng thời rút tên khỏi danh sách Đăng bạ Hải quân Hoa Kỳ. TCG Hızırreis ngừng hoạt động vào năm 1977, và đến ngày 9 tháng 10, 1980 bị tháo dỡ để làm nguồn phụ tùng.